# مباه غوثو
سابارمان سوديميغو (بالإندونيسية: Saparman Sodimejo)‏ (31 ديسمبر 1870 - 30 أبريل 2017) المعروف أكثر شيوعاً باسم مباه غوثو، هو أكبر معمر في العالم والعالم الإسلامي، لديه 5 أبناء وأكثر من 100 أحفاد، ولد مباه غوثو بن ساليم في عام 1870، كان يتمنى الموت وجهز قبره عام 1992 وبعد مرور 25 سنة على تجهيز القبر مات مباه غوثو في 30 أبريل 2017، ووالده يدعى ساليم ووالدته هي سيتروديكرومو.

## وفاته
توفي في 30 أبريل 2017 عن عمر يناهز 146 عاماً بسبب قصور القلب.